# 9655 Yaburanger
9655 Yaburanger este un asteroid din centura principală de asteroizi.

## Descriere
9655 Yaburanger este un asteroid din centura principală de asteroizi. A fost descoperit pe 11 februarie 1996 la Oizumi de Takao Kobayashi. Asteroidul prezintă o orbită caracterizată de o semiaxă mare de 2,37 ua, o excentricitate de 0,07 și o înclinație de 5,0° în raport cu ecliptica.